# Bảo tàng Làng Slovak

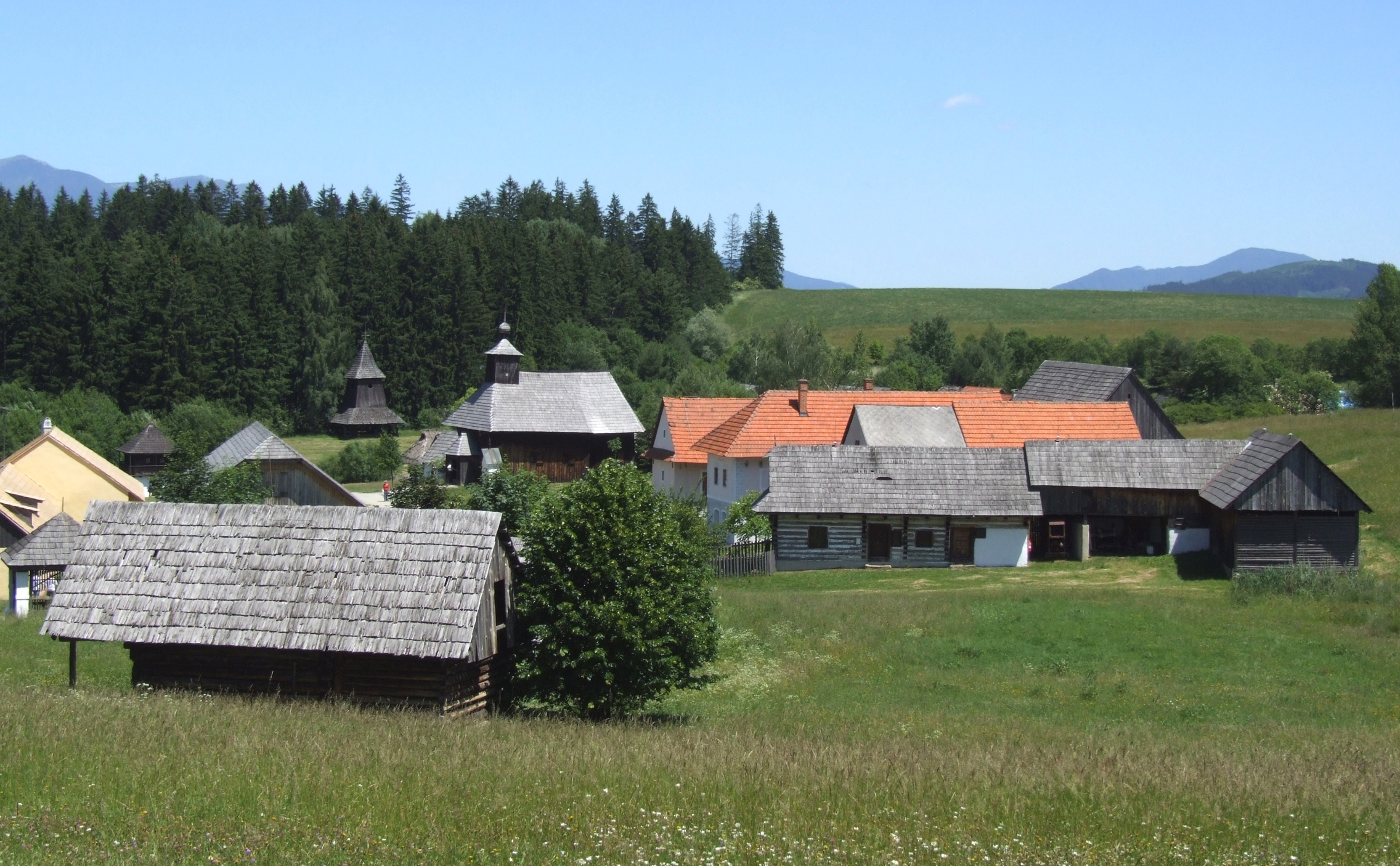
Quang cảnh bảo tàng Làng Slovak

Bảo tàng Làng Slovak (tiếng Slovak: Múzeum slovenskej deciny) là một bảo tàng ngoài trời nằm ở ngoại ô phía bắc thành phố Martin ở Slovakia.

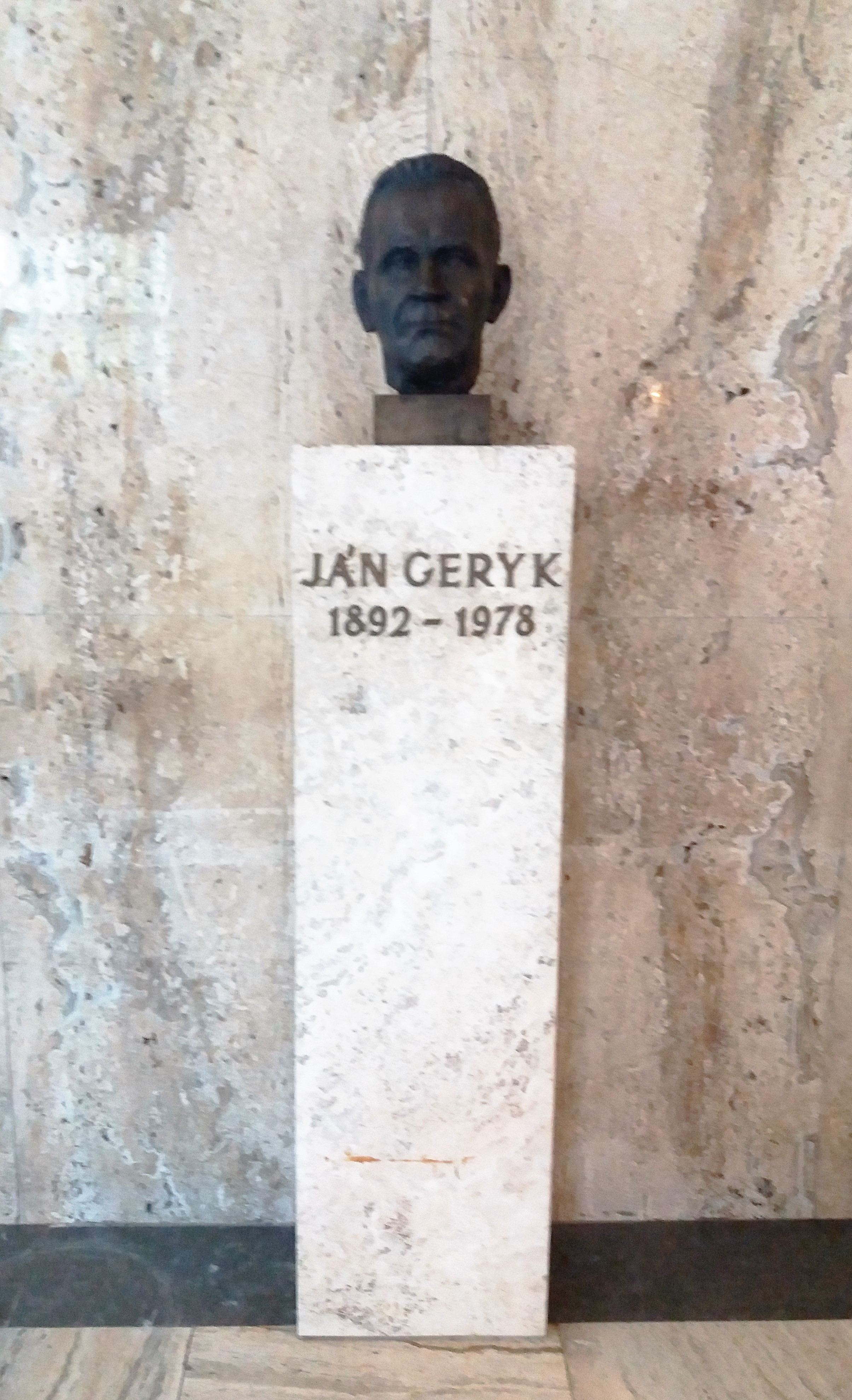
Tác phẩm tượng điêu khắc của nhà dân tộc học và giám đốc bảo tàng, Jan Geryk

Ý tưởng đầu tiên về bảo tàng ngoài trời được Ján Geryk, thư ký tại Bảo tàng Quốc gia Slovakia, đề ra vào ngày 16 tháng 4 năm 1931 và dự kiến là được xây tại Opleta. Bảo tàng ban đầu được dự kiến thiết kế theo kiểu bảo tàng ngoài trời mang phong cách Scandinavian, giống một cảnh quan sống động mô phỏng lại cuộc sống thời xưa của các hộ gia đình. Sau đó, bảo tàng chính thức được thành lập vào năm 1961 dưới sự bảo hộ của Bảo tàng Quốc gia Slovakia ở Martin. Từ năm 1964 đến năm 1966, 218 món đồ được thu thập từ 113 ngôi làng đã được mang về bảo tàng để phục dựng lại phong cảnh làng quê từ 13 vùng miền của Slovakia. Ngày 3 tháng 9 năm 1968 là mốc thời gian đánh dấu kỷ niệm lễ đặt viên đá đầu tiên của bảo tàng Làng Slovak. Theo đó, nhóm các ngôi nhà đầu tiên của bảo tàng mô phỏng lại vùng Orava đã được mở cho công chúng vào xem năm 1972.

## Các công trình bên trong
Bảo tàng là nơi quảng bá kiến trúc dân gian truyền thống của miền Tây Bắc Slovakia, đồng thời phục dựng lại lối sống sinh hoạt của các miền quê Slovakia từ thế kỷ 19 đến đầu thế kỷ 20. Trên tổng diện tích là 15,5 hecta, bảo tàng ngoài trời có 129 công trình mô phỏng nhà ở, trang trại, kỹ thuật, xã hội và tôn giáo. Bên cạnh những công trình dân sinh, chẳng hạn như quán rượu, cửa tiệm làng quê, nhà vườn, trạm cứu hỏa, gác chuông thời Phục Hưng bằng gỗ, trường tiểu học và triển lãm về Romano Drom (hành trình của những người Digan); du khách có thể tham quan cả quy trình sản xuất dầu thực vật (chủ yếu là dầu lanh), đồ gỗ và dệt vải từ thời xưa. Những công trình này mô phỏng nhiều vùng miền khác nhau của Slovakia, trong đó có: Orava, Liptov, Turiec và Kysuce-Podjavorniky. Ngoài ra, còn có triển lãm nông nghiệp, trong đó mô phỏng quy trình trồng các loại cây, gia vị, dược liệu và thảo mộc.
Một trong những công trình thú vị nhất phải kể đến là nhà thờ Công giáo của làng Rudno (1792) với những bức họa và bàn thờ Baroque, cùng tượng của Thánh Stêphan, Thánh Nicôla và Đức Mẹ Đồng trinh.

## Bên lề
Bảo tàng Làng Slovak không chỉ là nơi tái hiện cuộc sống làng quê của Slovakia, mà còn là địa điểm tổ chức các sự kiện khác nhau trong năm. Các sự kiện này thường kéo dài cả ngày, nhằm tái hiện lại các làng nghề sản xuất và thủ công mỹ nghệ truyền thống, những nghi lễ, phong tục tập quán và văn hóa dân gian. Có thể kế đến như: Lễ Phục sinh ở nông thôn, ngày lễ lính cứu hỏa, Chủ nhật cho bé, hội chợ Michal hoặc lễ Giáng sinh ở nông thôn.

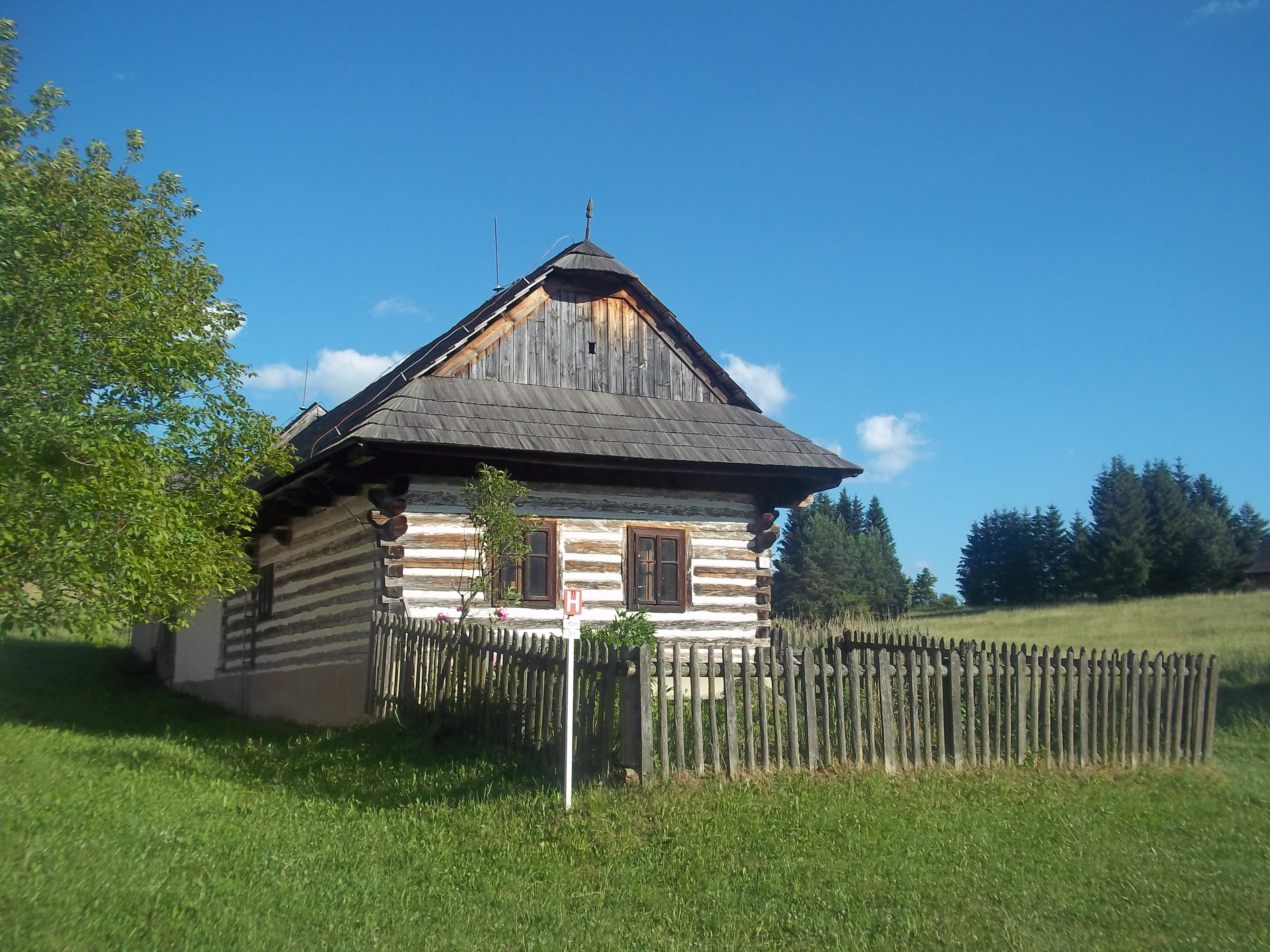
Bảo tàng Làng Slovak, Martin, Slovakia
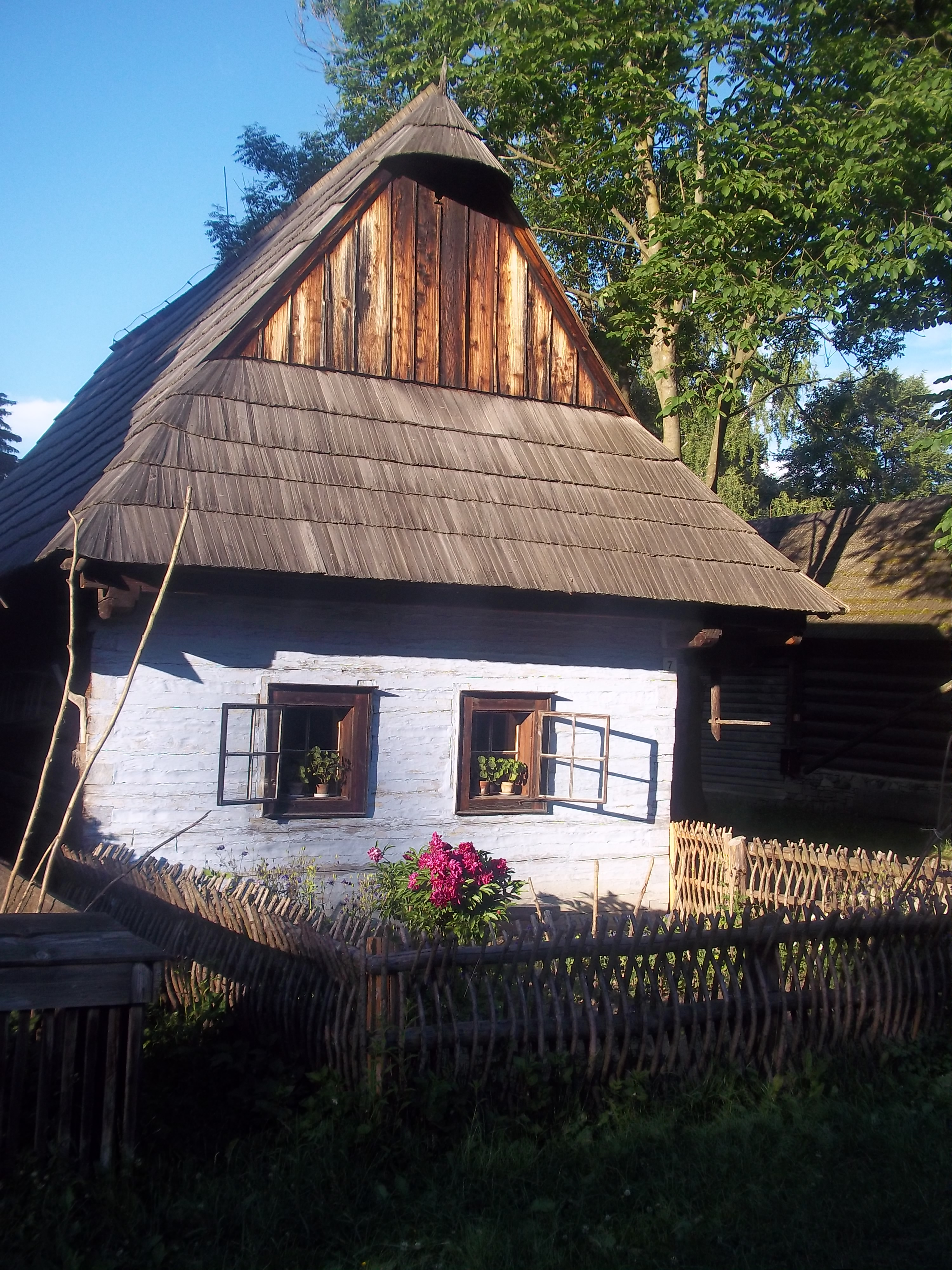
Một trong những căn nhà tại bảo tàng ngoài trời Làng Slovak
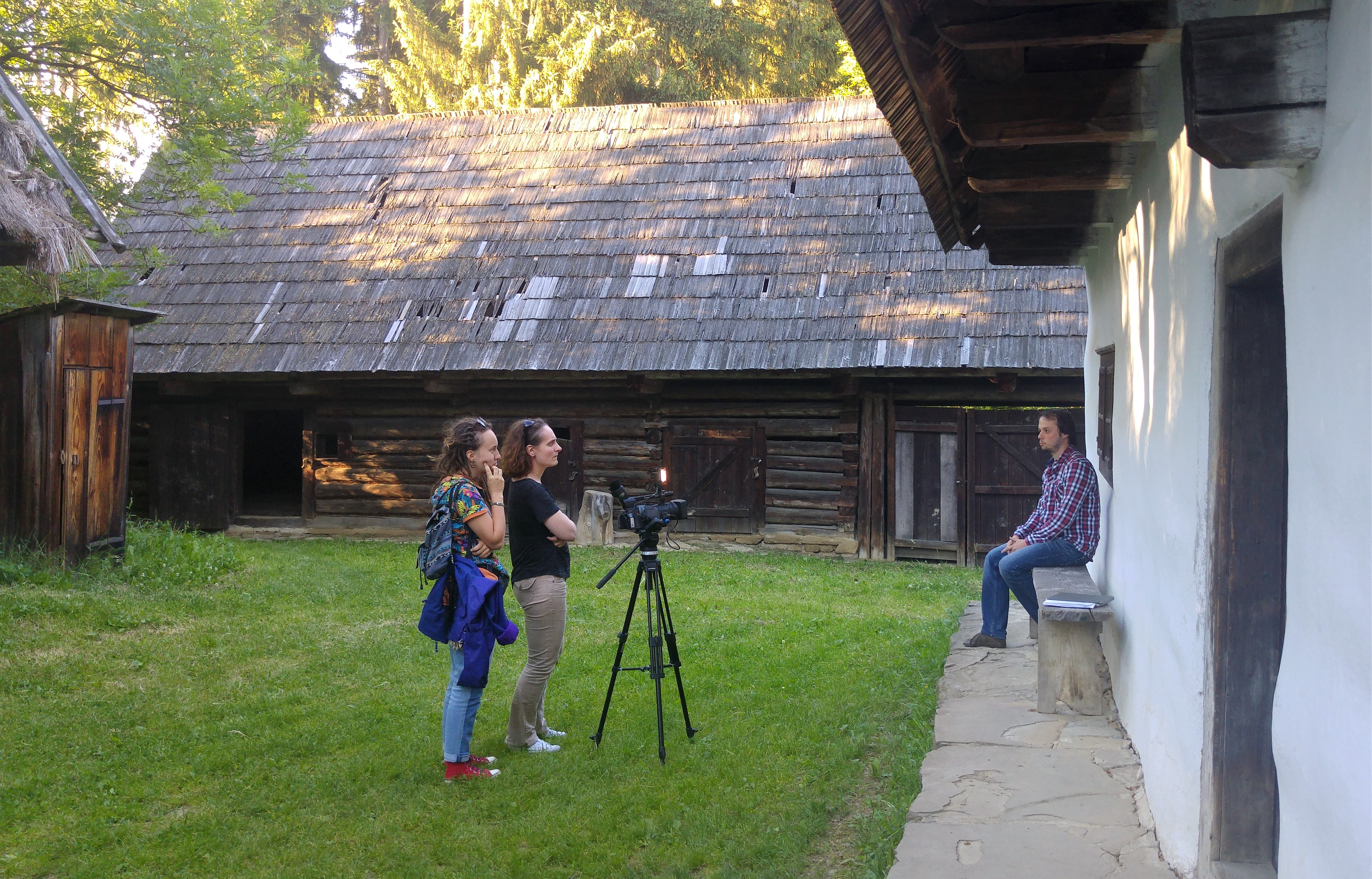
"Phóng viên" của Wikipedia phỏng vấn nhân viên bảo tàng Làng Slovak
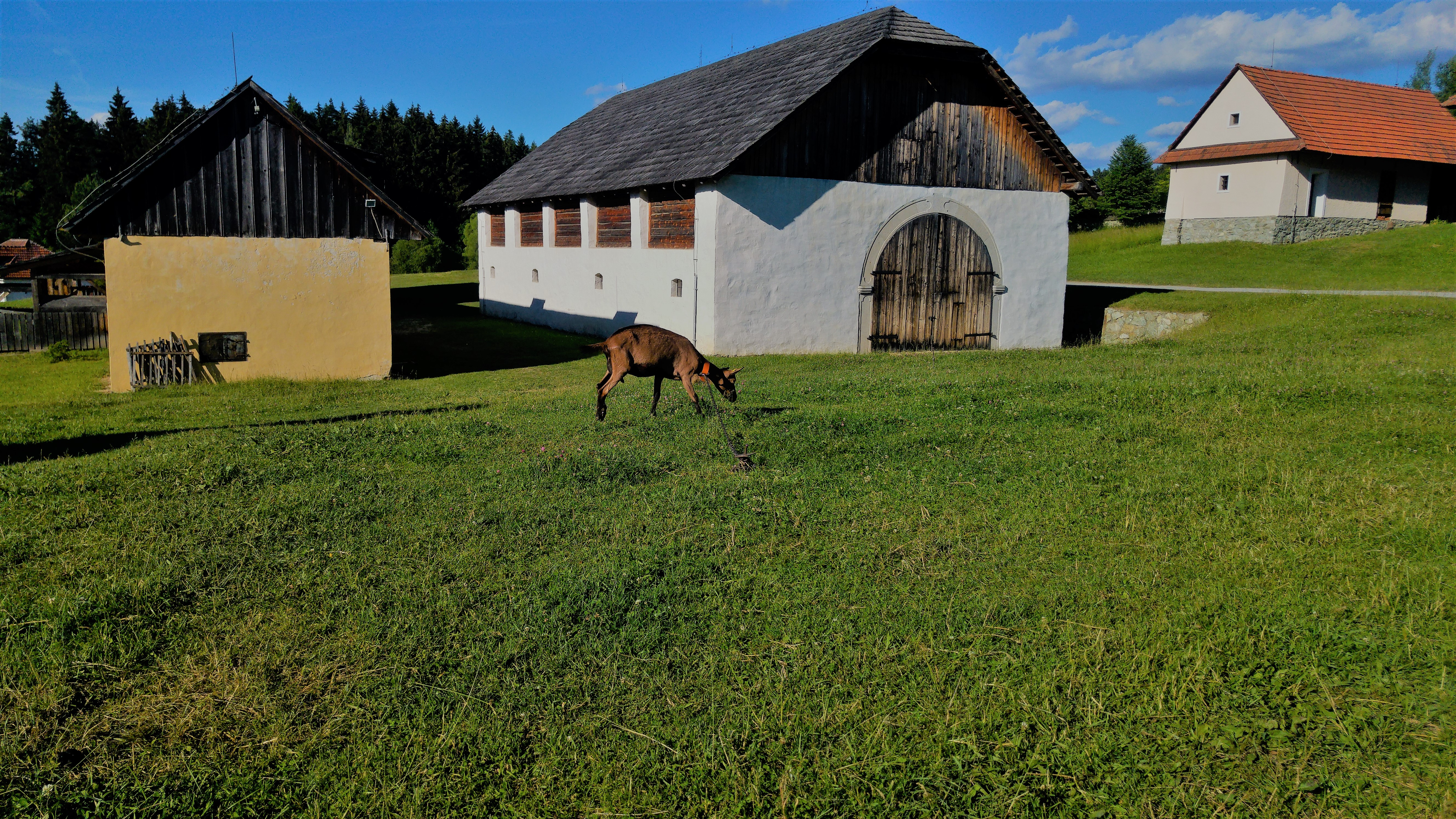
Bảo tàng Làng Slovak
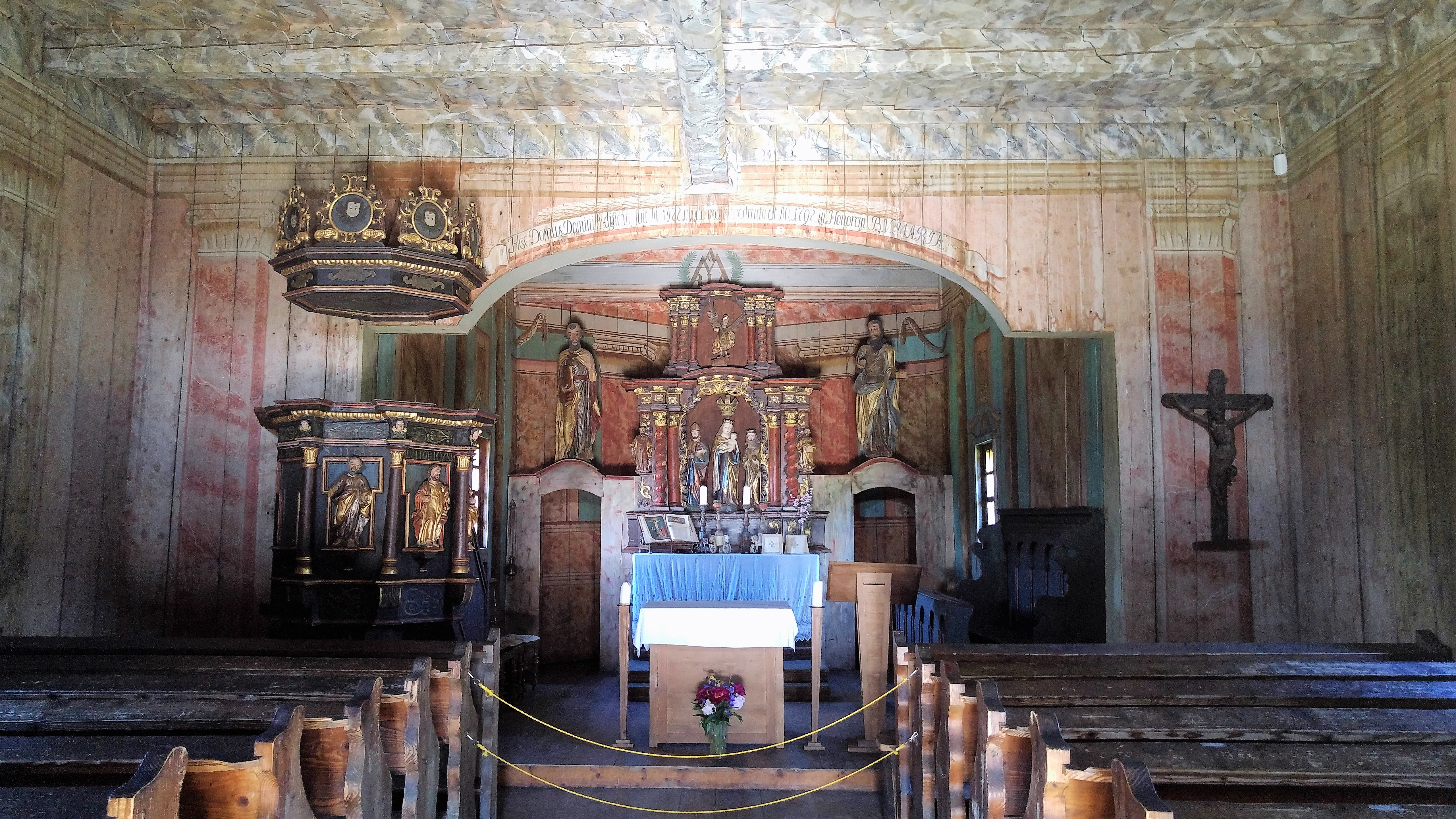
Bên trong nhà thờ mô phỏng của làng Rudno
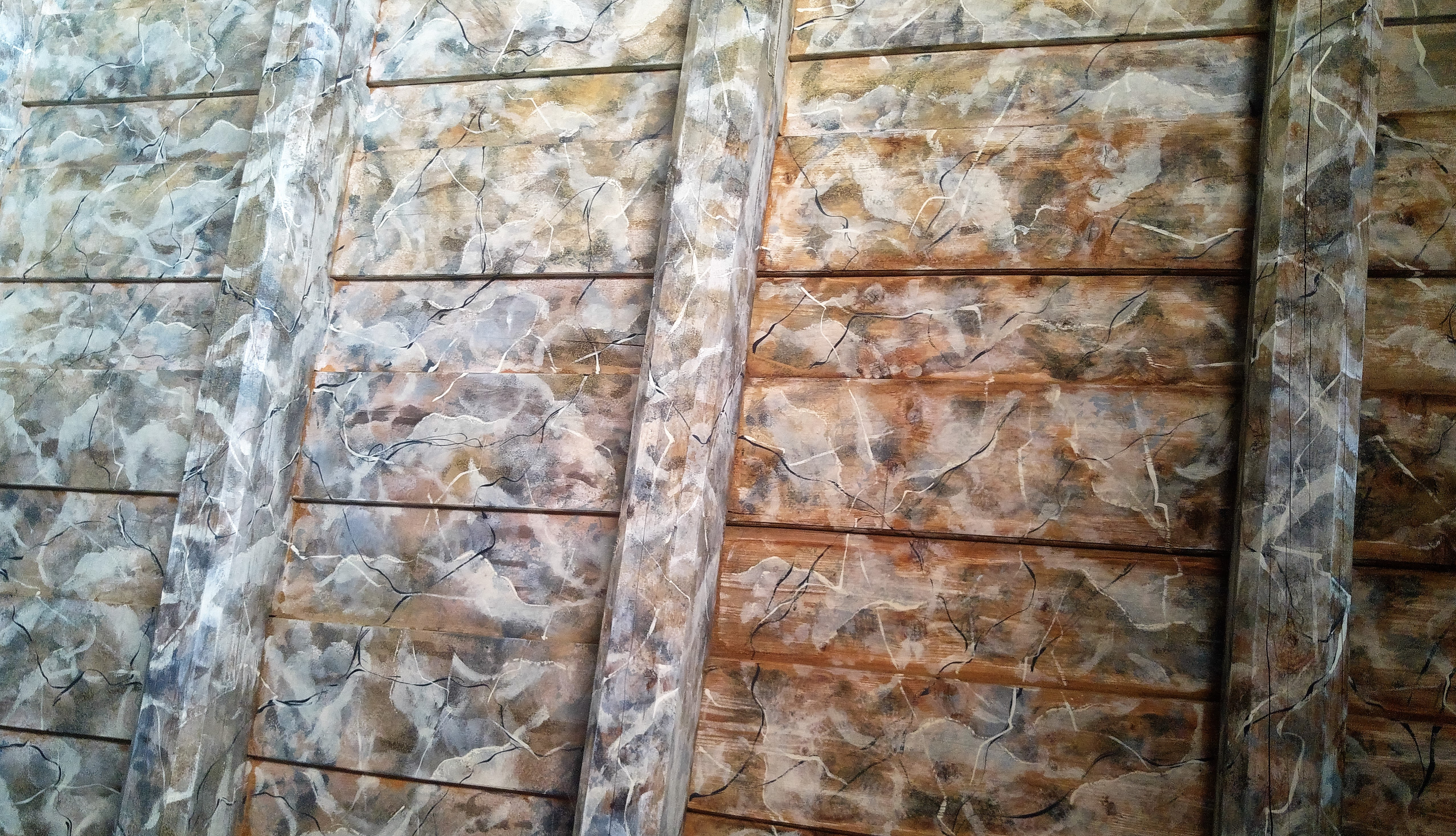
Các chi tiết trên trần nhà thờ